# MFK Tatran Liptovský Mikuláš
El MFK Tatran Liptovský Mikuláš es un equipo de fútbol de Eslovaquia que juega en la Primera Liga de Eslovaquia, la segunda división nacional.

## Historia
Fue fundado el 22 de junio de 1934 en la ciudad de Liptovský Mikuláš luego de seguir el ejemplo de municipios cercanos, aunque sus logros importantes comenzaron a surgir en el siglo XXI como la clasificación a los cuartos de final de la Copa de Eslovaquia en la temporada 2017/18.
En la temporada 2020/21 es campeón de la segunda división y logra por primera vez el ascenso a la Superliga de Eslovaquia.

## Equipos afiliados
- MŠK Žilina (2012–presente)[1]
- Kim Hee Tae Football Center Seoul (2020–presente)[2]

## Palmarés
- Slovak First League (1): 2021
- Slovak Third League (2): 2005, 2006

## Entrenadores
- Ladislav Totkovič (2009-10)
- Roman Vavrovic (2013)
- Jozef Skrlik (2013)
- Roman Vavrovič (2013)
- Vladimír Goffa (2013–14)
- Karol Prazenica (2014-15)
- Juraj Sabol (2015)
- Anton Šoltis (2015)
- Jozef Kostelník (2015-16)
- Juraj Sabol (2016)
- Jozef Majoroš (2016–17)
- Jozef Šino (2017)
- Jozef Kukulsky (2017-18)
- Roman Vavrovič (2018)
- Štefan Zaťko (2018–20)
- Marek Petruš (2020-2022)
- Jozef Kostelník (Jun 2022–Nov 2022)
- Marek Fabuľa (Nov 2022-Feb 2023)
- Ondrej Desiatnik (Feb 2023-)